# 加氣站
加氣站供車輛需要補充气体燃料時使用，通常为液化石油气、液化天然气或压缩天然气。
气体燃料存在氣庫裡，通過管道連接到加氣機，再由加氣槍注入到車輛的氣罐裡。
加氣站有時會附設於加油站內，同時提供加油及加氣服務。